# 슈라다 아리아
슈라다 아리아(힌디어: श्रद्धा आर्या, 1987년 8월 17일 ~ )는 인도의 배우이다.